# أليكس غوف
أليكس غوف (بالإنجليزية: Alex Gough) (و. 1987  م) هي متسابقة على الجليد بمزلاجة كندية، ولدت في كالغاري، شاركت في الألعاب الأولمبية الشتوية 2010، والألعاب الأولمبية الشتوية 2014، والألعاب الأولمبية الشتوية 2006.
.

## روابط خارجية
- أليكس غوف على موقع FIL (الإنجليزية)
- أليكس غوف على موقع اللجنة الأولمبية الدولية (الإنجليزية)
- أليكس غوف على موقع أوليمبيديا (الإنجليزية)
- أليكس غوف على موقع اللجنة الأولمبية الكندية (الإنجليزية)